# Jennifer Hetrick
Jennifer Hetrick (Westerville, 12 maggio 1958) è un'attrice statunitense, conosciuta dal pubblico soprattutto per il ruolo di Vash in Star Trek: The Next Generation, Star Trek: Deep Space Nine e Corinne Becker in L.A. Law - Avvocati a Los Angeles.

## Filmografia

### Cinema
- Squeeze Play!, regia di Lloyd Kaufman (1979)
- Conquering Space, regia di Mark Stratton - cortometraggio (1990)
- No Regrets, regia di Curt Hahn (2004)
- A Poor Kid's Guide to Success, regia di Thomas Dagnino (2007)
- (500) giorni insieme ((500) Days of Summer), regia di Marc Webb (2009) - non accreditata
- He's Such a Girl, regia di Sean Carr (2009)

### Televisione
- General Hospital – serie TV (1963)
- Destini (Another World) – serie TV, 1 episodio (1987)
- CBS Summer Playhouse – serie TV, episodio 1x08 (1987)
- Murphy's Law – serie TV, episodio 1x06 (1989)
- Crimini misteriosi (Unsub) – serie TV, 8 episodi (1989)
- L.A. Law - Avvocati a Los Angeles (L.A. Law) – serie TV, 14 episodi (1989-1991)
- Tra la vita e la morte (Absolute Strangers), regia di Gilbert Cates – film TV (1991)
- Star Trek: The Next Generation – serie TV, episodi 3x19 e 4x20 (1990-1991)
- I ragazzi della prateria (The Young Riders) – serie TV, episodio 3x11 (1992)
- Due come noi (Jake and the Fatman) – serie TV, episodio 5x17 (1992)
- Civil Wars – serie TV, 4 episodi (1992)
- Star Trek: Deep Space Nine – serie TV, episodio 1x07 (1993)
- Indagini pericolose (Bodies of Evidence) – serie TV, 4 episodi (1992-1993)
- Insieme oltre la vita (And Then There Was One), regia di David Hugh Jones – film TV (1994)
- Un detective in corsia (Diagnosis Murder) – serie TV, episodio 2x07 (1994)
- CBS Schoolbreak Special – serie TV, episodio 13x03 (1996)
- Profit – serie TV, episodi 1x01-1x02 (1996)
- X-Files (The X Files) – serie TV, episodio 3x21 (1996)
- Due poliziotti a Palm Beach (Silk Stalkings) – serie TV, episodi 5x21-6x08 (1996)
- Dark Skies - Oscure presenze (Dark Skies) – serie TV, episodio 1x13 (1997)
- Perversions of Science – serie TV, episodio 1x08 (1997)
- Brooklyn South – serie TV, episodio 1x11 (1998)
- Beverly Hills 90210 – serie TV, episodio 8x18 (1998)
- Buffy l'ammazzavampiri (Buffy the Vampire Slayer) – serie TV, episodio 3x05 (1998)
- Cinque in famiglia (Party of Five) – serie TV, episodio 5x13 (1999)
- Mr. Chapel (Vengeance Unlimited) – serie TV, episodio 1x15 (1999)
- I viaggiatori (Sliders) – serie TV, episodi 1x03 e 5x18 (1995-2000)
- Profiler - Intuizioni mortali (Profiler) – serie TV, episodio 4x18 (2000)
- An American Town, regia di Rob Schmidt – film TV (2001)
- Eyes – serie TV, episodio 1x04 (2005)
- Alias – serie TV, episodio 5x05 (2005)
- Close to Home - Giustizia ad ogni costo (Close to Home) – serie TV, episodio 1x15 (2006)
- Criminal Minds – serie TV, episodio 3x11 (2007)
- NCIS - Unità anticrimine (NCIS: Naval Criminal Investigative Service) – serie TV, episodio 5x11 (2008)
- Cold Case - Delitti irrisolti (Cold Case) – serie TV, episodio 6x03 (2008)
- Prison Break – serie TV, episodio 4x10 (2008)
- 24 – serie TV, episodio 7x20 (2009)
- Avvocati a New York (Raising the Bar) – serie TV, episodio 2x07 (2009)
- Code Black – serie TV, episodio 3x12 (2018)

## Doppiatrici italiane
- Emanuela Rossi in Star Trek: The Next Generation
- Daniela Nobili in Star Trek: Deep Space Nine
- Ada Maria Serra Zanetti in Crimini misteriosi
- Sabrina Duranti in Profit
- Angiola Baggi in X-Files
- Solvejg D'Assunta in Profiler - Intuizioni mortali
- Renata Biserni in Alias
- Laura Boccanera in Criminal Minds